# Jyväskylä
Jyväskylä è una città finlandese di 145887 abitanti, situata nella regione della Finlandia Centrale, anche se geograficamente apparterrebbe alla Finlandia meridionale.
Sede universitaria importante, di un politecnico e di altre istituzioni educative, nel corso di un sondaggio del 2004 Jyväskylä è stata segnalata (insieme a Tampere, Turku, Kuopio e Oulu) come una delle mete più ambite dai finlandesi per un eventuale trasferimento. La città ha avuto una rapida crescita, date le modeste dimensioni del territorio cittadino i costi delle abitazioni sono aumentati e si sono ingranditi i comuni limitrofi.
Nel 2009 è stato accorpato alla città il comune di Korpilahti.

## Geografia fisica
Situata geograficamente nella parte centrale della Finlandia meridionale, a circa 140 km da Tampere e 270 km da Helsinki, nei pressi del lago Päijänne e del lago Keitele, è il capoluogo del distretto omonimo, che ha una popolazione complessiva di 161.400 abitanti.

## Monumenti e luoghi d'interesse
Ha diversi edifici progettati da Alvar Aalto e un museo dedicato alle sue opere architettoniche (Museo Alvar Aalto).

## Cultura

### Istruzione
La città detiene alcuni primati in campo scolastico
- Vi fu istituito il primo liceo in lingua finlandese (1858)
- Vi fu creata la prima istituzione scolastica in lingua finlandese per formare insegnanti (1863)
- La prima scuola femminile in lingua finlandese (1864)
- La prima università estiva (1914)

La scuola per insegnanti si è in seguito evoluta in College of Education (1934) e successivamente divenne l'università di Jyväskylä (1966), una delle più popolari in Finlandia; vi sono immatricolati circa 15.000 studenti e vi sono numerosi programmi di dottorato di ricerca. Il campo tradizionale di studi è la scienza dell'educazione ma in anni recenti anche le scienze hanno ottenuto un buon livello. È l'unica università in Finlandia a offrire un corso in scienze motorie.

### Biblioteca
La città è dotata anche di un sistema bibliotecario ricco di volumi e giornali di ogni genere. Nella biblioteca principale di Jyväskylä, infatti, è possibile trovare, oltre ad un accesso gratuito al web, anche un numero considerevole di giornali e riviste in diverse lingue (italiano compreso) e di libri (la maggior parte di quelli stranieri si trovano al secondo piano).

## Amministrazione

### Gemellaggi
- Debrecen
- Esbjerg
- Fjarðabyggð
- Eskilstuna[4]
- Jaroslavl'
- Mudanjiang
- Niiza
- Potsdam
- Poznań
- Tartu
- Stavanger

## Sport

### Automobilismo
Annualmente ospita il Rally di Finlandia, una delle tappe storiche e più spettacolari del Campionato del mondo rally.

### Calcio
La squadra principale della città è il Jyväskylän Jalkapalloklubi.

### Football americano
A Jyväskylä militano due squadre di football americano, i Jyväskylä Jaguars (la cui sezione femminile ha vinto due volte il titolo nazionale) e i Puuppola Buccaneers.

### Sport invernali
Jyväskylä è stata sede di alcune competizioni sciistiche internazionali di biathlon (una tappa della Coppa del Mondo 1988) e soprattutto di freestyle: ha organizzato i Campionati mondiali juniores di freestyle 2011 e ha ospitato una tappa della Coppa del Mondo 2012, oltre a varie gare minori.